# هنري دوفرييه
هنري دوفرييه (بالفرنسية: Henri Duveyrier)‏ (1840 - 1892 م) هو مستكشف فرنسي للصحراء الكبرى، اهتم خصوصاً بالطوارق.

## روابط خارجية
- هنري دوفرييه على موقع الموسوعة البريطانية (الإنجليزية)
- هنري دوفرييه على موقع ميوزك برينز (الإنجليزية)
- هنري دوفرييه على موقع ميوزك برينز (الإنجليزية)